# Valle Mäkelä
Valle Mäkelä (ur. 2 lutego 1986 w Laitili) – fiński kierowca wyścigowy.

## Kariera
Mäkelä rozpoczął karierę w międzynarodowych wyścigach samochodowych w 2002 roku od startów w Brytyjskiej Formule Ford, Brytyjskiej Formule Ford Junior Zetec, Fińskiej Formule Ford Zetec, Nordyckiej Formule Ford Zetec oraz w Szwedzkiej Formule Ford Zetec. W edycji fińskiej zdobył mistrzowski tytuł, a w nordyckiej był wicemistrzem. W tym samym roku nie ukończył wyścigu Festiwal Formuły Ford. W późniejszych latach Fin pojawiał się także w stawce Italian Super Touring Car Championship, World Touring Car Championship, Francuskiej Formuły Renault, Brytyjskiej Formuły Renault, Brytyjskiej Formuły BMW, Star Mazda, Finnish GT3 Championship, Formuły Le Mans oraz 24H Series.
W World Touring Car Championship Fin wystartował w dziesięciu wyścigach sezonu 2005 z hongkońską ekipą GR Asia. Jednak nie zdobywał punktów. Podczas drugiego wyścigu brytyjskiej rundy uplasował się na dziesiątej pozycji, co było jego najlepszym wynikiem w mistrzostwach.